# USS Card (CVE-11)
Авіаносець «Кард» (англ. USS Card (CVE-11)) — ескортний авіаносець США часів Другої світової війни типу «Боуг» (1 група, тип «Attacker»).

## Історія створення
Авіаносець «Кард» був закладений 27 жовтня 1941 року на верфі «Seattle-Tacoma Shipbuilding Corporation» як торговельне судно C-3 типу C3-S-A1, але пізніше куплений ВМС США і перебудований в ескортний авіаносець. Спущений на воду 27 лютого 1942 року, вступив у стрій 8 листопада того ж року.

## Історія служби

### Друга світова війна
Після вступу устрій з березня 1943 року авіаносець «Кард» ніс службу в Атлантичному океані, де входив до складу пошуково-ударної групи. Авіаносець здійснив 4 патрульних походи у 1943 році і 1 похід у 1944 році. Його літаки потопили 8 німецьких підводних човнів:
- U-117 — 07.08.1943 р. (39°32′ пн. ш. 38°21′ зх. д. / 39.533° пн. ш. 38.350° зх. д.)
- U-664 — 09.08.1943 р. (40°12′ пн. ш. 37°29′ зх. д. / 40.200° пн. ш. 37.483° зх. д.)
- U-525 — 11.08.1943 р. (41°29′ пн. ш. 38°55′ зх. д. / 41.483° пн. ш. 38.917° зх. д.)
- U-847 — 27.08.1943 р. (28°19′ пн. ш. 37°58′ зх. д. / 28.317° пн. ш. 37.967° зх. д.)
- U-422 — 04.10.1943 р. (43°18′ пн. ш. 28°58′ зх. д. / 43.300° пн. ш. 28.967° зх. д.)
- U-460 — 04.10.1943 р. (43°13′ пн. ш. 28°58′ зх. д. / 43.217° пн. ш. 28.967° зх. д.)
- U-402 — 13.10.1943 р. (48°56′ пн. ш. 29°41′ зх. д. / 48.933° пн. ш. 29.683° зх. д.)
- U-584 — 31.10.1943 р. (49°14′ пн. ш. 31°55′ зх. д. / 49.233° пн. ш. 31.917° зх. д.)

З серпня 1944 року авіаносець «Кард» використовувався для навчання пілотів морської авіації.
У квітні 1945 року «Кард» перейшов на Тихий океан, де взяв участь в операції «Чарівний килим» із повернення на батьківщину американських військовослужбовців.
За участь у бойових діях під час Другої світової війни авіаносець «Кард» був нагороджений Відзнакою Президента та трьома Бойовими зірками.
13 травня 1946 року авіаносець був виведений в резерв. 12 червня 1955 року він був перекласифікований в ескортний вертольотоносець CVHE-11, 1 липня 1958 року — в допоміжний авіаносець  CVU-11, 7 травня 1959 року — в авіатранспорт AKV-40.

### Війна у В'єтнамі
З 16 травня 1958 року «Кард» із цивільним екіпажем на борту використовувався Командуванням морських перевезень (англ. Military Sea Transportation Service).
2 травня 1964 року, коли авіаносець пришвартувався у Сайгоні, під нього була закладена вибухівка в'єтнамським бойовим плавцем. Внаслідок вибуху загинуло п'ять членів екіпажу. Корабель осів на 6 м, але пробоїна була ліквідована, вода відкачана. Корабель вирушив для ремонту в Йокосуку. Ремонт тривав до грудня 1964 року. Надалі «Кард» використовувався для перевезення літаків, вертольотів та інших вантажів для уряду Південного В'єтнаму.
За участь у бойових діях під час війни у В'єтнамі авіаносець «Кард» був нагороджений Медаллю за службу національній обороні, Експедиційною медаллю, Медаллю за службу у В'єтнамі

### Завершення служби
10 березня 1970 року «Кард» був виведений зі складу флоту і наступного року розібраний на метал.